# Making Hay with Modern Machinery
Making Hay with Modern Machinery è un cortometraggio muto del 1913. Nei credit del documentario non viene riportato né il nome del regista né quello dell'operatore.

## Produzione
Il film fu prodotto dalla Essanay Film Manufacturing Company.

## Distribuzione
Distribuito dalla General Film Company, il film - un documentario di 100 metri - uscì nelle sale cinematografiche USA il 20 agosto 1913. Nelle proiezioni, veniva programmato con il sistema dello split reel, accorpato in un'unica bobina con un altro cortometraggio prodotto dalla Essanay, la commedia The Accidental Bandit.